# Fendt 200 Vario

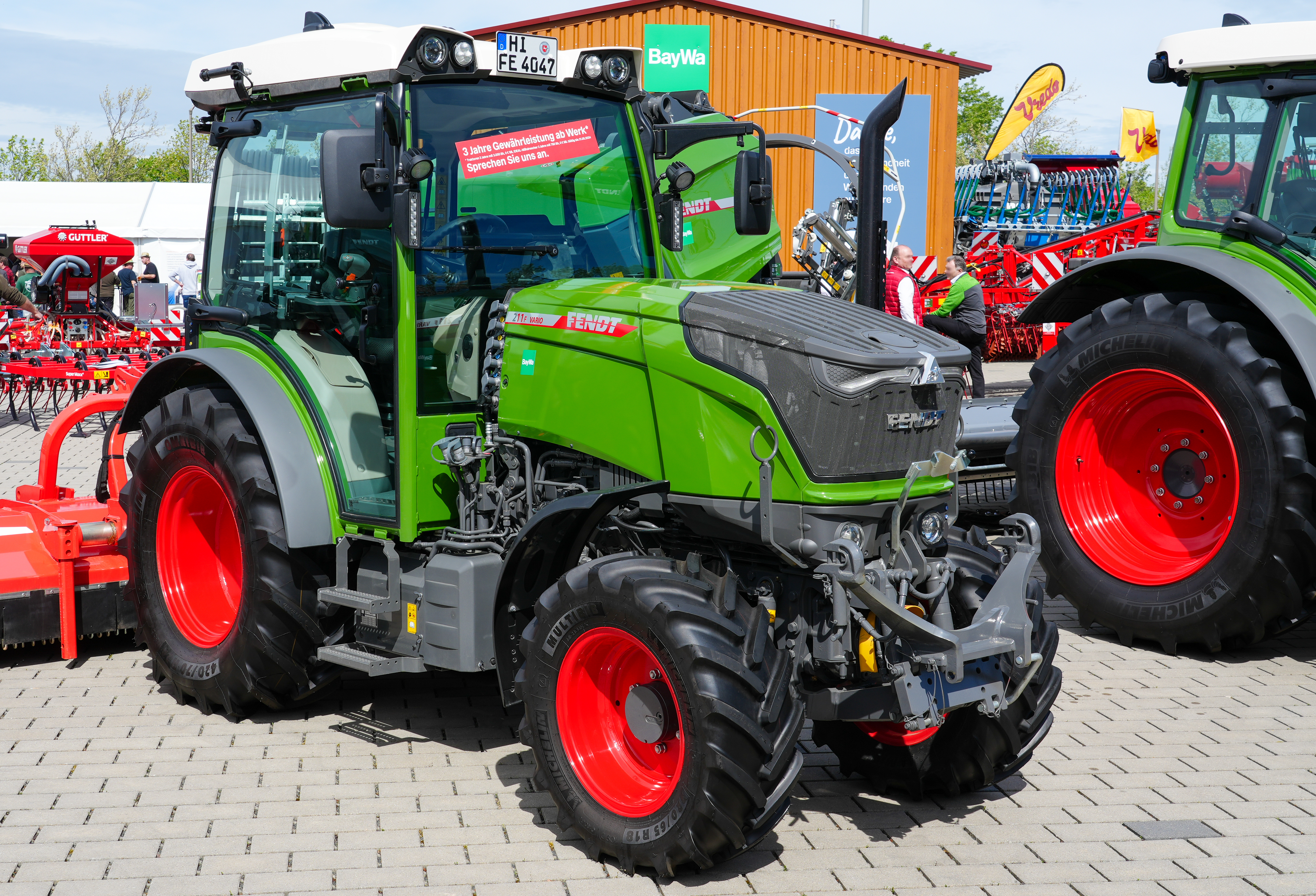
Fendt 211 F Vario, agra 2024 der Gen3

Fendt 200 Vario ist eine Baureihe aus vergleichsweise kleinen Traktoren der Marke Fendt. Ihre Motorleistungen liegen zwischen 58 kW (79 PS) und 91 kW (124 PS). Diese Traktoren sind in der Normal- sowie in einer Schmalspurvariante mit einer Breite von 1,07 m bis 1,68 m erhältlich (V/F/P-Modelle). Eingeführt wurde die Baureihe 2009, 2017 wurde sie überarbeitet („Gen2“), und 2020 nochmals („Gen3“); seitdem ist sie mit dem digitalen FendtONE-Bediensystem mit bis zu drei Bildschirmen (Terminals) und Joystick ausgestattet. Das Design der Baureihe entspricht dem der größeren Fendt-Traktoren.
Die Baureihe hat aktuell („Gen3“) folgende fünf verschiedenen Motorisierungen:
| Typ       | Leistung | Leistung |
| --------- | -------- | -------- |
| 207 Vario | 58 kW*   | 79 PS*   |
| 208 Vario | 62 kW*   | 84 PS*   |
| 209 Vario | 69 kW*   | 94 PS*   |
| 210 Vario | 77 kW*   | 104 PS*  |
| 211 Vario | 91 kW*   | 124 PS*  |

* Die Leistungsangaben sind vom Hersteller genannte Spitzenleistungen.
Die 3,3-l-Dreizylinder-Common Rail-Dieselmotoren kommen seit ihrer Einführung in der Baureihe von AGCO; beim Verkaufsbeginn 2009 lag die Leistung bei gleichem Hubraum zwischen 51 kW (70 PS) und 81 kW (110 PS), ab 2017 zwischen 57 kW (77 PS) und 82 kW (111 PS).